# Üzdənoba
Üzdənoba è un comune dell'Azerbaigian situato nel distretto di Qusar. Conta una popolazione di 614 abitanti.